# Klaus Pförtner
Klaus Pförtner (Greifswald, Prusia, Alemania, 30 de marzo de 1916 - Buenos Aires, Argentina, 23 de agosto de 2010) fue un óptico contactólogo y empresario alemán nacionalizado argentino.
En Argentina fue pionero en la fabricación y adaptación de las lentes de contacto y las prótesis oculares. Socio fundador de la S.A.C. Sociedad Argentina de Contactología y ocupó en dos oportunidades la presidencia de dicha institución.
Realizó la primera aplicación pediátrica a nivel mundial de lentes de contacto en bebés operados de catarata congénita, trabajo presentado como coautor con el Dr. Edgardo Manzitti en la Sociedad Argentina de Oftalmología.
Recibió la medalla de plata al mérito otorgada por la Vereinigung Deutscher Contactlinsen-Spezialisten y en 2008 el título doctor honoris causa otorgado por la Universidad de Morón.

## Biografía
En 1921 se radicó con su familia en Berlín, Alemania donde realizó sus estudios primarios y secundarios.
En 1937 en Berlín se recibió de óptico técnico en esa ciudad. En ese mismo año se embarcó en el buque Capitán Arcona con destino a Argentina; al día siguiente de su llegada a este país comenzó a trabajar la óptica Rossi & Lavarello ubicada en Corrientes 678.
Desde 1942 se dedicó a la fabricación de lentes de contacto y prótesis oculares.
En 1943 fundó el Laboratorio Pförtner Cornealent, pionero de la contactología en Argentina.
Fue socio fundador de la S.A.C. (Sociedad Argentina de Contactología), cuya presidencia ocupó en dos oportunidades y en 1967 fue consultor de la reglamentación de la ley de óptica.
Fue presidente del primer Congreso Internacional de la Sociedad Argentina de Contactología en agosto de 1971.
En 1975 recibió la medalla de plata al mérito otorgada por la Vereinigung Deutscher Contactlinsen-Spezialisten en reconocimiento a sus trabajos científicos dedicados al desarrollo de la adaptación de la lente de contacto y a la divulgación técnica.
Participó en numerosas actividades científicas de la especialidad en el ámbito local y extranjero. 
Se lo considera uno de los pioneros de las lentes de contacto y prótesis oculares en Argentina, en su laboratorio se perfeccionaron varias generaciones de contactólogos y ocularistas (esp. en prótesis oculares).
En 1972 el laboratorio Pförtner Cornealent comenzó con la División Waicon, siendo la primera empresa en fabricar lentes de contacto blandas hidrofílicas en América Latina. Las lentes Waicon son reconocidas mundialmente por su calidad y se exportan a más de 20 países. 
En diciembre de 2011 la empresa Waicon es adquirida por la multinacional Bausch-Lomb (Rochester, USA) creadora del anteojo Ray-Ban.
Presidente Honorario y Miembro académico de la Sociedad Argentina de Contactología.
Autor del libro Contactología (1979), donde es coautor con el Dr. Tomás Pförtner, su hijo.
Falleció en Buenos Aires el 23 de agosto de 2010.